# Mambo Italiano
«Mambo Italiano» — популярная песня Боба Меррилла. Впервые была исполнена в 1954 году певицей Розмари Клуни и стала настоящим хитом в Великобритании. Как признался сам автор, песня была написана на бумажной салфетке в одном из итальянских ресторанов Нью-Йорка, он также сам придумал мелодию, напев её по телефону продюсеру Митчу Миллеру. Песня представляет собой пародию на музыку в стиле мамбо, которая была популярна в то время.
Песня изначально была написана на английском, однако автор добавил итальянские, испанские, неаполитанские и выдуманные слова.

## Кавер-версии
Следом за Клуни в 1955 году свою версию песни записал Дин Мартин, а годом позже — Карла Бони, чья версия стала одним из главных хитов 1956 года.
В том же году свой кавер записал неаполитанский певец Ренато Карозоне.
В СССР — «Эй, мамбо» (Тамара Кравцова, 1956), также в полутанговой обработке в исполнении Ружены Сикоры и слегка синкопированной аккордеоном мелодии с тенором Глеба Романова.
В 2000 году британская группа Shaft выпустила популярный кавер на «Mambo Italiano» в стиле электроники.
В 2003 году Бетт Мидлер включила кавер на данную песню в свой альбом «Bette Midler Sings the Rosemary Clooney Songbook», посвящённый творчеству Розмари Клуни.
В 2006 году дочь Дина Мартина, Дина Мартин, выпустила альбома «Memories Are Made of This» в память об отце, куда включила свою версию песни.
Также существуют версии на разных языках, к примеру, турецкий певец и актёр Дарио Морено исполнял песню на французском языке.
Филипп Киркоров записал русскую версию песни в 2000 году.
Песня со временем перетекла в другие жанры и стили музыки. Существует сальса-версия в исполнении Массимо Скаличи; поп-версия вьетнамской группы «Hồ Quang Hiếu»; рок-версия от Маттиаса Эклунда.
Семплы из «Mambo Italiano» использовали такие артисты, как Леди Гага для «Americano» и Игги Азалия для «Lola».

## Использование в кино
Софи Лорен танцевала под инструментальное исполнение в итальянской комедии «Хлеб, любовь и…» 1955 года.
Оригинальную версию песни можно услышать в фильмах «Замужем за мафией» (1988), «Русалки» (1990), «Большая ночь» (1996), «Голубоглазый Микки» (1999) и «Секс в небольшом городе» (2004).
Одна из заглавных музыкальных тем в российском телесериале «Кухня».